# Сьёрак-э-Флурес
Сьёра́к-э-Флуре́с (фр. Scieurac-et-Flourès) — коммуна во Франции, находится в регионе Юг — Пиренеи. Департамент — Жер. Входит в состав кантона Марсьяк. Округ коммуны — Миранд.
Код INSEE коммуны — 32422.

## География

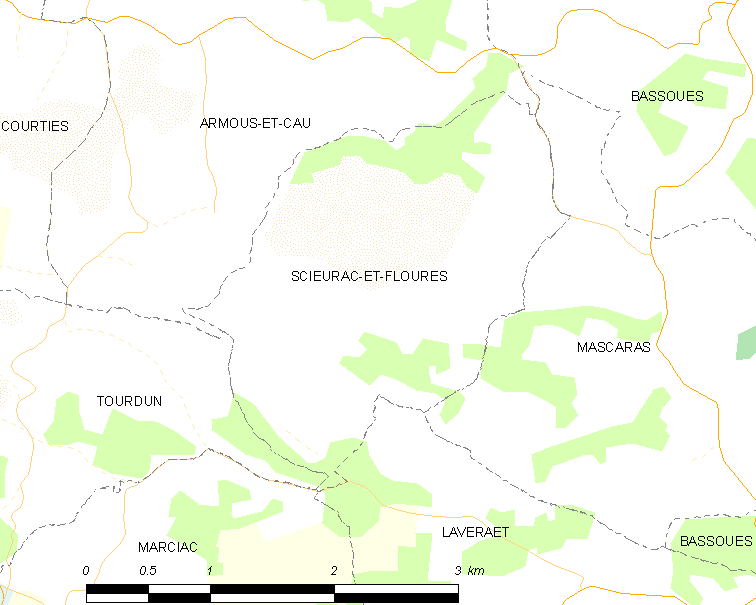
Карта коммуны

Коммуна расположена приблизительно в 620 км к югу от Парижа, в 100 км западнее Тулузы, в 32 км к западу от Оша.

## Климат
Климат умеренно-океанический. Лето жаркое и немного дождливое, температура часто превышает 35 °С. Зимой часто бывает отрицательная температура и ночные заморозки. Годовое количество осадков — 700—900 мм.

## Население
Население коммуны на 2010 год составляло 49 человек.
| 1962 | 1968 | 1975 | 1982 | 1990 | 1999 | 2010 |
| ---- | ---- | ---- | ---- | ---- | ---- | ---- |
| 80   | 77   | 51   | 72   | 62   | 50   | 49   |

## Администрация
| Период | Период | Фамилия    | Партия | Примечания |
| ------ | ------ | ---------- | ------ | ---------- |
| 2001   | 2020   | Клод Барбе |        |            |

## Экономика
В 2010 году среди 30 человек трудоспособного возраста (15-64 лет) 19 были экономически активными, 11 — неактивными (показатель активности — 63,3 %, в 1999 году было 50,0 %). Из 19 активных жителей работали 17 человек (9 мужчин и 8 женщин), безработных было 2 (1 мужчина и 1 женщина). Среди 11 неактивных 1 человек был учеником или студентом, 5 — пенсионерами, 5 были неактивными по другим причинам.

## Достопримечательности
- Церковь Св. Петра (XIX век)